# Веснин, Николай Дмитриевич
Николай Дмитриевич Веснин (1922—1944) — участник Великой Отечественной войны, командир отделения 938-го стрелкового полка (306-я дивизия, 43-я армия, 1-й Прибалтийский фронт), сержант. Герой Советского Союза.

## Биография
Родился в 1922 году в дер. Орловка, ныне Константиновского района Амурской области, в семье крестьянина. Русский.
Образование начальное среднее. После школы работал в колхозе. С 1939 года жил и работал в Куйбышевке-Восточной (ныне г. Белогорск) Амурской области.
В 1941 году Куйбышевско-Восточным РВК призван в Красную Армию. Участник Великой Отечественной войны с июня 1941 года. В боях под Тихвином был ранен. С лета 1942 года — вновь в действующей армии на Калининском и 1-м Прибалтийском фронтах.
Командир отделения 938-го стрелкового полка комсомолец сержант Николай Веснин одним из первых 24 июня 1944 года переправился через Западную Двину в районе деревни Шарыпино (Бешенковичский район Витебской области). На том берегу реки обнаружил спрятанные немцами лодки и под огнём противника переправил их на свой берег, обеспечив подразделение переправочными средствами. В этот же день в жестоком бою на плацдарме погиб.
Похоронен у деревни Санники Бешенковичского района Витебской области.

## Награды
- Звание Героя Советского Союза присвоено 22 июля 1944 года посмертно. Это звание было присвоено сразу шести бойцам 7-й роты, в том числе и Веснину.
- Награждён орденом Ленина и медалью «За отвагу»[1].

## Память
- Именем Н. Д. Веснина названа улица в Минске[1][2].